# Corupția în Cambodgia
Exemple de situații în care cetățenii cambodgieni se confruntă cu practici de corupție în viața de zi cu zi includ obținerea serviciilor medicale, rezolvarea presupuselor încălcări ale regulamentelor de trafic și obținerea unor verdicte corecte în instanță. Companiile sunt sfătuite să fie atente atunci când trebuie să navigheze prin birocrația extinsă pentru obținerea de licențe și autorizații, în special pentru cele legate de construcții, deoarece cererea și oferta de mită sunt frecvente în acest proces. Legea anticorupție din 2010 nu oferă nicio protecție pentru avertizorii de integritate⁠(d), iar aceștia pot fi încarcerați până la 6 luni dacă raportează cazuri de corupție care nu pot fi dovedite.

## Măsură
Traficul de persoane⁠(d) și traficul sexual în Cambodgia⁠(d) reprezintă probleme semnificative. Unitatea anti-trafic uman din Phnom Penh este un exemplu elocvent al acestei situații. ONG-urile au raportat cazuri în care s-au acceptat mită pentru arestarea unor persoane nevinovate și s-au cerut favoruri sexuale de la prostituate.
În Indicele de percepție a corupției realizat de Transparency International, pentru 2023, care a evaluat 180 de țări pe o scară de la 0 („extrem de corupt”) la 100 („necorupt”), Cambodgia a obținut un scor de 22. La nivel de clasament, Cambodgia s-a situat pe locul 158 dintre cele 180 de țări incluse, unde țara clasată pe primul loc este considerată cea cu cel mai onest sector public. Pentru comparație, scorul cel mai bun la nivel global a fost 90 (locul 1), scorul mediu a fost 43, iar cel mai slab a fost 11 (locul 180). Comparativ cu scorurile regionale, cel mai mare scor din regiunea Asia-Pacific a fost 85, scorul mediu a fost 45, iar cel mai mic scor a fost 17.

## Eforturile anticorupție
În 2010, guvernul a înființat Centrul Național de Arbitraj, primul mecanism alternativ de soluționare a disputelor comerciale din Cambodgia, pentru a permite companiilor să rezolve conflictele mai rapid și cu costuri mai mici decât prin instanțele de judecată. Deși operațiunile oficiale ale centrului au fost întârziate până la începutul anului 2012, în ianuarie 2012 Adunarea Națională a adoptat prima lege a Cambodgiei privind achizițiile publice, într-un efort de a combate corupția endemică din sectorul public.
Guvernul cambodgian a adoptat Legea Anticorupție în martie 2010. Conform noii legi, orice oficial găsit vinovat de corupție poate primi până la 15 ani de închisoare. În temeiul acestei legi, persoanele care recurg la plăți de facilitare pentru obținerea de servicii guvernamentale vor fi supuse unor sancțiuni dure; aceasta se aplică și funcționarilor publici care acceptă astfel de plăți.